# Sehore (distrikt)
Sehore är ett distrikt i Indien.   Det ligger i delstaten Madhya Pradesh, i den centrala delen av landet, 600 km söder om huvudstaden New Delhi. Antalet invånare är 1 311 332.
Följande samhällen finns i Sehore:
- Sehore
- Ashta
- Nasrullahganj
- Ichhāwar
- Rehti
- Jāwar